# Witold Hołówko
Witold Hołówko (ur. 8 kwietnia 1919 w Semipałatyńsku, zm. 14 kwietnia 1987 w Gdańsku) – polski lekarz psychiatra.
Urodził się w rodzinie zesłańców na Syberię, którzy w roku 1921 w ramach repatriacji wrócili do Polski. Szkołę średnią ukończył w roku 1937 i rozpoczął studia na Wydziale Lekarskim Uniwersytetu Wileńskiego. W okresie II wojny światowej kontynuował naukę w ramach tajnego nauczania, jednocześnie działając w konspiracji i udzielając pomocy lekarskiej rannym żołnierzom ruchu oporu. Sam został również ciężko ranny. Po wyzwoleniu ukończył studia lekarskie w Warszawie.
Pracę lekarską podjął w roku 1947 należąc do współorganizatorów Kliniki Chorób Psychicznych Akademii Medycznej w Gdańsku kierowanej przez Tadeusza Bilikiewicza. Pracując w klinice obronił pracę doktorską pt. Znaczenie pneumoencefalografii w zaburzeniach psychicznych na tle organicznym, która dała impuls do dalszych badań organicznego podłoża zaburzeń psychicznych. W roku 1952 przeszedł do pracy w organizowanym Szpitalu Psychiatrycznym „Srebrzysko”, a po okresie pracy tamże objął stanowisko kierownika poradni zdrowia psychicznego w Sopocie, gdzie pracował do momentu przejścia na emeryturę w roku 1986.
Należał do pionierów psychiatrycznej opieki zdrowotnej w Gdańsku; dał się poznać jako lekarz oddany pacjentom, człowiek łagodny, wyrozumiały, skromny i stroniący od rozgłosu.